# حمام دربند میرزا
حمام دربند میرزا مربوط به دوره قاجار است و در تفت، محله دربندمیرزا واقع شده و این اثر در تاریخ ۱۱ مرداد ۱۳۸۴ با شمارهٔ ثبت ۱۲۳۵۶ به‌عنوان یکی از آثار ملی ایران به ثبت رسیده است.